# Ай, былбылым
Ай, былбылым (тат. и баш. Ай, былбылым) — татарская и башкирская народная песня. В песне происходит диалог человека о любви с соловьём на фоне утреннего пробуждения природы с рассветом у реки. Песня является одной из самых популярных и легендарных татарских народных песен.

## История
Первым эстрадным исполителем на татарском языке был татарский певец Камиль Мутыги.
Известно несколько вариантов песни, записанных в местах проживания татар, один из них в 1913 году был опубликован в сборнике «Мандолина».
В 1913 году впервые записана на фонограф в кабинете экспериментальной фонетики Казанского университета от башкира Султангалиева (имя неизвестно), выпускника Казанской татарской учительской школы. Сотрудники ИЯЛИ им. Г. Ибрагимова и кандидат исторических наук И. Гарифуллин, на основании смежных источников, считают что этим человеком был будущий татарский политический деятель Мирсаид Султангалиев. На основании фонографических записей 1913 года в составе других народных песен татар и башкир опубликована в 1923 году в работе М. И. Берга «Восемь татаро-башкирских песен».
По мнению татарского фольклориста Геннадия Макарова, песня взаимствована казанскими татарами от крымских татар только в начале XX века.
В 1954 году был опубликован в сборнике «Татарские народные песни» (М.Музаффарова, Ю.Виноградова, З.Хайруллиной), а также в многотомном издании «Татарское народное творчество» (1988).
Известен ещё один вариант песни, слова которой написал татарский поэт Наки Исанбет в 1956 году по заказу композитора Александра Ключарёва.
В современном исполнении больше всего её популяризировал советский и российский эстрадный певец Ренат Ибрагимов и Зуля Камалова.
В разное время входила и входит в репертуар всех известных татарских исполнителей, среди башкирских исполнителей менее распространена. Российский оперный певец Ильдар Абдразаков спел её 24 апреля 2018 года в Уфе на открытии I Международного музыкального фестиваля Ильдара Абдразакова
Также встречается у ряда славянских исполнителей на постсоветском пространстве, в частности у российской поп-группы «Премьер-министр», белорусская певица Алёна Ланская исполнила её на гала-концерте XI Республиканского фестиваля национальных культур в городе Гродно.
Песня исполнялась на почти всех официальных государственных концертах как Татарской АССР, включая пленумы Татарского обкома КПСС, так и Республики Татарстан.
В исполнении Дины Гариповой песня использована в качестве саундтрека сериала «Зулейха открывает глаза». После премьеры сериала 13 апреля 2020 года на телеканале «Россия-1» песня обрела новую популярность на постсоветском пространстве.
В мае 2021 года появилась версия песни в исполнении Гарика Сукачёва.

## Текст песни

### На башкирском языке
Ай, былбылым, вай, былбылым,

Ағиҙелдең ҡамышы;

Таң алдынан сут-сут килә

Һандуғастар тауышы.

Ай, былбылым, вай, былбылым,

Ағиҙелдә таң ата;

Таңдар ата, өҙөлә үҙәк,

Йырлата ла илата.

Ай, былбылым, вай, былбылым,

Ҡунып һайрай талдарға.

Һинең хаҡта серҙәремде

Асам һандуғастарға.

### На татарском языке
Ай былбылым, вай былбылым

Агыйделнең камышы

Таң алдыннан чик-чик килә

Сандугачлар тавышы

Ай былбылым, вай былбылым

Агыйделдә таң ата

Таңнар ата, өзелә үзәк

Җырлата да елата

Ай былбылым, вай былбылым

Кунып сайрый талларга

Синең хакта серләремне

Сөйлим сандугачларга

### На русском языке
Ай, соловей мой, вай, соловей мой.

Камыши реки Агидель.

Перед рассветом немного звучит

Соловьиное пение.

 

Ай, соловей мой, вай, соловей мой.

Над рекой Агидель встаёт заря.

Расцветают зори, томится душа,

Побуждает петь и плакать.

 

Ай, соловей мой, вай, соловей мой.

Поёт, опустившись на ветки ивы.

Свои тайны о тебе

Я рассказываю соловьям.

### Синхронный русский перевод
Соловей мой голосистый,

Белой речки камыши,

Слышен твой напев со свистом

В предутренней тиши.

 

Соловей мой голосистый,

Над рекой рассвет встаёт.

Под напев твой нежно-чистый

Сердце плачет и поёт.

 

Соловей мой голосистый,

К солнцу песнь летит твоя.

«Нету лучше певчей птицы!» -

Скажем мы про соловья.

### Синхронный перевод на русский (другой вариант)
Соловей мой голосистый,

В речке Белой камыши.

Пред рассветом лишь в затишье

Его трели чуть слышны.

Соловей мой голосистый,

Над рекой встаёт восход.

На заре душа томится,

То заплачет, то поёт.

Соловей мой голосистый,

Тайну я в душе ношу.

О тебе мои все мысли…

Соловьям их расскажу.